# Спортивный арбитражный суд
Спортивный арбитражный суд (англ. Court of Arbitration for Sport, CAS, фр. Tribunal Arbitral du Sport, TAS) — международный арбитражный орган, разрешающий споры, имеющие отношение к спорту.
Штаб-квартира суда находится в Лозанне (Швейцария). В 1996 году были созданы отделения суда в США (Денвер, позднее перенесено в Нью-Йорк) и Австралии (Сидней). На время проведения некоторых регулярных соревнований создаются непостоянные трибуналы.

## История
Инициатором создания спортивного арбитражного суда стал Хуан Антонио Самаранч, в 1980 году избранный президентом Международного олимпийского комитета. Он поручил сенегальцу Кебе Мбайе разработать проект такого органа. В 1983 году МОК принял решение о создании суда, в 1984 году был утверждён его устав. Мбайе стал первым президентом суда и оставался на этом посту до своей смерти в 2007 году.
Первые годы Спортивный арбитражный суд функционировал при МОК. В начале 1990-х годов CAS рассматривал дело немецкого конника Эльмара Гунделя, оспаривавшего дисквалификацию, основанием которой стало обнаружение допинга у его лошади. CAS оставил дисквалификацию в силе, и тогда Гундель обжаловал решение суда в швейцарском суде общей юрисдикции. Решение было вынесено 15 марта 1993 года, суд подтвердил решение CAS и его полномочия рассматривать спортивные споры, однако в целях обеспечения его беспристрастности рекомендовал отделиться от МОК. Реформа была оформлена 22 июня 1994 года Парижским соглашением, которое подписали МОК, Ассоциация зимних видов спорта, Ассоциация летних видов и Ассоциация национальных олимпийских комитетов. Эти четыре организации стали учредителями суда, а руководящим органом был сделан Международный спортивный арбитражный совет (МСАС). Соглашение также определило порядок финансирования CAS.
5 марта 2003 года большинство спортивных федераций мира одобрило новый Всемирный антидопинговый кодекс ВАДА, признававший CAS органом, уполномоченным разбирать жалобы на решения по международным допинговым спорам.

## Структура
Суд состоит из двух палат, одна из них разбирает споры в качестве суда первой инстанции, другая является апелляционной инстанцией для дел, ранее рассмотренных другими органами (национальными федерациями и др.).
Арбитры назначаются МСАС на четыре года с возможностью переназначения. Каждый арбитр может рассматривать дела, относящиеся к компетенции любой из палат. Дела рассматриваются арбитром единолично или в составе коллегии из трёх арбитров. В состав CAS должно входить не менее 150 арбитров. В 2007 году их было 275.
Кроме того, создаются непостоянные трибуналы для ускоренного разрешения споров во время ряда крупнейших международных соревнований:
- с 1996 года — на Олимпийских играх;
- с 1998 года — на Играх Содружества;
- с 2000 года — на чемпионатах Европы по футболу;
- с 2006 года — на чемпионатах мира по футболу;
- с 2014 года — на Азиатских играх.

## Споры, рассматриваемые спортивным арбитражным судом
Для того, чтобы CAS был правомочен рассматривать спор, требуется, чтобы такая возможность была предусмотрена соглашением сторон («арбитражная оговорка»). Такая оговорка может содержаться в трудовом договоре спортсмена, если это допускается внутренним законодательством, в гражданско-правовом договоре (например, рекламном контракте) и в регламенте спортивных организаций.
Дела, попадающие на рассмотрение CAS, можно условно разделить на «коммерческие» и «дисциплинарные». Среди последних значительную долю составляют споры о дисквалификациях, связанных с использованием допинга. При этом большинство «коммерческих» споров CAS рассматривает как суд первой инстанции, а «дисциплинарные» обычно попадают в арбитраж после того, как их рассмотрела предшествующая инстанция.

## Президенты суда
- Кеба Мбайе (фр. Kéba Mbaye; Сенегал) — с момента учреждения суда до своей смерти 12 января 2007 года;
- Мино Аулетта (итал. Mino Auletta; Италия) — с 3 апреля 2008 года (исполнял обязанности после смерти Мбайе) до конца 2010 года;
- Джон Коутс (англ. John Coates; Австралия) — с 1 января 2011 года.